# 后水浒传
后水浒传是明朝末年至清朝初年的一部章回體小說，共45回，作者是「青莲室主人」，「采虹桥上客」為其作序。該小說是水滸傳的續作，講述的是梁山英雄宋江、卢俊义等转世成為杨幺、王摩兄弟並繼續在洞庭湖發動民變的故事，最終這些人被岳飞平定並且集体羽化。該小說將宋江起义与杨幺起义联系起来。此书流传不多，一度流傳至朝鮮。1981年春风文艺出版社根据大连图书馆藏本整理出版。韩国精神文化研究院藏有《后水浒传》钞本十二册，是18至19世纪的小說翻译传钞版本。